# 张西三
张西三（1905年—1976年1月31日），河南南乐人，中国人民解放军将领、中国人民解放军开国少将。
曾任中国人民解放军广州军区防空军司令员。1955年，授予中国人民解放军少将。任河南省军区参谋长、中南军区防空部队司令员、广州军区空军副司令员、中国民航总局副局长。终年71岁。